# NGC 4625
NGC 4625是在獵犬座內一個被扭曲變形的矮星系。這個星系在分類上是Sm星系，這意味著它模糊的結構類似於螺旋星系。這種星系因為與麥哲倫星系相似，有時就稱為麥哲倫螺旋 。

## 結構
不像多數的螺旋星系，NGC 4625只有一隻旋臂，使這個星系的外觀是不對稱的。它曾經被假設，這個星系的不對稱結構可能是與星系NGC 4618引力交互作用的結果。這種不對稱性在許多交互作用星系間是很普遍的，但是，對NGC 4618和NGC 4625中性氫氣體的觀測顯示NGC 4625似乎並未受到引力交互作用的影響。這表明在NGC 4625中觀察到的單臂結構可能是通過內在的過程創建出來的。

## 環境
上文曾經提到，NGC 4625是與NGC 4618交互作用的星系。  

## 相關星系
- NGC 5713 - 一個類似的不對稱螺旋星系